# Почесний громадянин Чернігівської області
Почесний громадянин Чернігівської області — почесне звання, відзнака Чернігівської обласної ради за вагомий внесок в економічний, науково-технічний та соціально-культурний розвиток Чернігівської області, мужність і відвагу, значні досягнення в спорті, мистецтві, благодійній та громадській діяльності.
Особа, якій надане Звання «Почесний громадянин Чернігівської області», нагороджується нагрудним знаком «Почесний громадянин Чернігівської області», їй вручається посвідчення до нагрудного знака «Почесний громадянин Чернігівської області», виплачується разова грошова винагорода у розмірі 10 мінімальних заробітних плат.
Звання присвоюється один раз на рік не більше, ніж 5 особам.

## Історія
Відзнака заснована рішенням Чернігівської обласної ради від 18 червня 2013 року «Про заснування звання «Почесний громадянин Чернігівської області» відповідно до статті 43 Закону України «Про місцеве самоврядування в Україні».
Цим рішенням також затверджені:
- Положення про присвоєння звання «Почесний громадянин Чернігівської області»[2]
- опис та еталонний вигляд нагрудного знака «Почесний громадянин Чернігівської області»
- опис посвідчення до нагрудного знака «Почесний громадянин Чернігівської області»
- опис Книги Почесних громадян Чернігівської області
- Положення про комісію з питань присвоєння звання «Почесний громадянин Чернігівської області»
- склад комісії з питань присвоєння звання «Почесний громадянин Чернігівської області»